# Edymar Brea
Edymar Brea (* 3. März 1997) ist eine venezolanische Leichtathletin, die sich auf den Langstreckenlauf spezialisiert hat. 2021 wurde sie in Guayaquil Südamerikameisterin über 5000 und 10.000 Meter.

## Sportliche Laufbahn
Erste internationale Erfahrungen sammelte Edymar Brea beim Manuela Machado-Halbmarathon 2018, bei dem sie nach 1:17:18 h auf dem dritten Platz einlief. 2021 startete sie im 10.000-Meter-Lauf bei den Südamerikameisterschaften in Guayaquil und siegte dort in einer Zeit von 34:05,25 min. Zwei Tage später siegte sie dann in 15:47,16 min auch über 5000 Meter. Zuvor stellte sie im spanischen Torrevieja mit 33:09,93 min einen Landesrekord über diese Distanz auf. Bereits in der Hallensaison 2021 stellte sie in Ourense mit 9:27,24 min einen Nationalrekord im 3000-Meter-Lauf auf. Im Jahr darauf sicherte sie sich bei den Juegos Bolivarianos in Valledupar in 34:49,59 min die Silbermedaille über 10.000 Meter hinter der Peruanerin Jovana de la Cruz und über 5000 Meter belegte sie in 17:34,27 min den fünften Platz. Anschließend startete sie über 5000 Meter bei den Weltmeisterschaften in Eugene und schied dort mit 16:41,32 min im Vorlauf aus. Anschließend nahm sie an den Südamerikaspielen in Asunción teil und belegte dort in 16:10,95 min und 34:27,44 min jeweils den fünften Platz über 5000 und 10.000 Meter. 2023 belegte sie bei den Zentralamerika- und Karibikspielen (CAC) in San Salvador in 16:03,94 min den sechsten Platz über 5000 Meter. 2025 gewann sie bei den Südamerikameisterschaften in Mar del Plata in 15:55,03 min die Silbermedaille über 5000 Meter hinter der Peruanerin Sheyla Eulogio und sicherte sich über 10.000 Meter in 34:08,54 min die Bronzemedaille über 10.000 Meter hinter der Brasilianerin Núbia Silva und Florencia Borelli aus Argentinien.

## Persönliche Bestleistungen
- 3000 Meter: 9:25,26 min, 17. April 2021 in O Barco de Valdeorras
  - 3000 Meter (Halle): 9:27,24 min, 14. März 2021 in Ourense
- 5000 Meter: 15:41,30 min, 18. Mai 2023 in Nerja
- 10.000 Meter: 32:39,73 min, 25. März 2023 in Burjassot (venezolanischer Rekord)
- 10-km-Straßenlauf: 31:47 min, 16. Februar 2025 in Castelló de la Plana